# Pisa Sporting Club
El Pisa Sporting Club S. R. L. o simplemente Pisa S. C. es un club de fútbol italiano de la ciudad de Pisa, en Toscana, Italia. Fue fundado en 1909 y refundado en dos ocasiones, en 1994 y 2009. En la temporada 2025-26 disputará la Serie A después de 34 años, la máxima categoría de competición del sistema de ligas del fútbol italiano. Disputa sus encuentros como local en el Estadio Arena Garibaldi - Romeo Anconetani, con capacidad para 8 600 espectadores.

## Historia

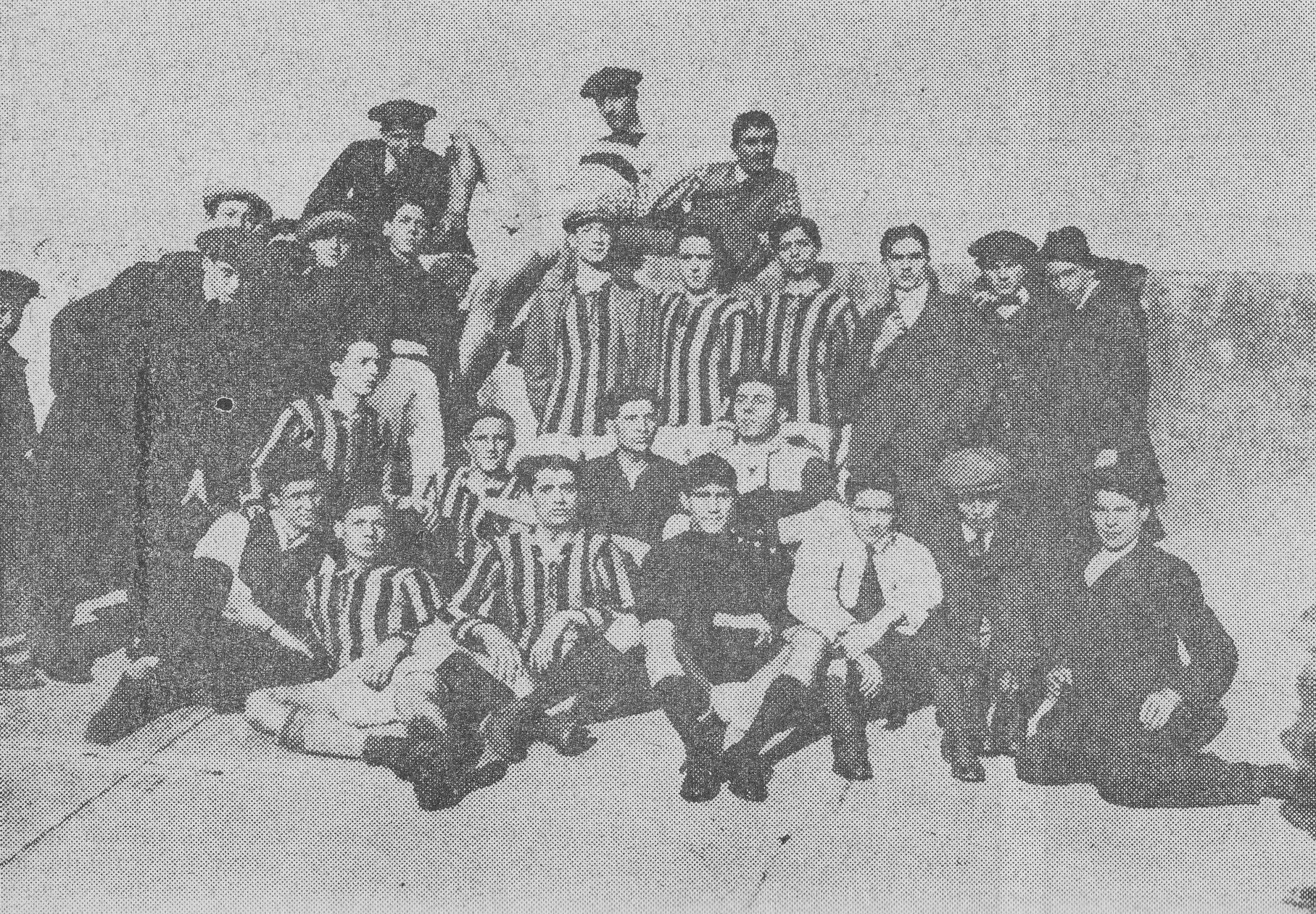
Pisa Sporting Club en 1909.

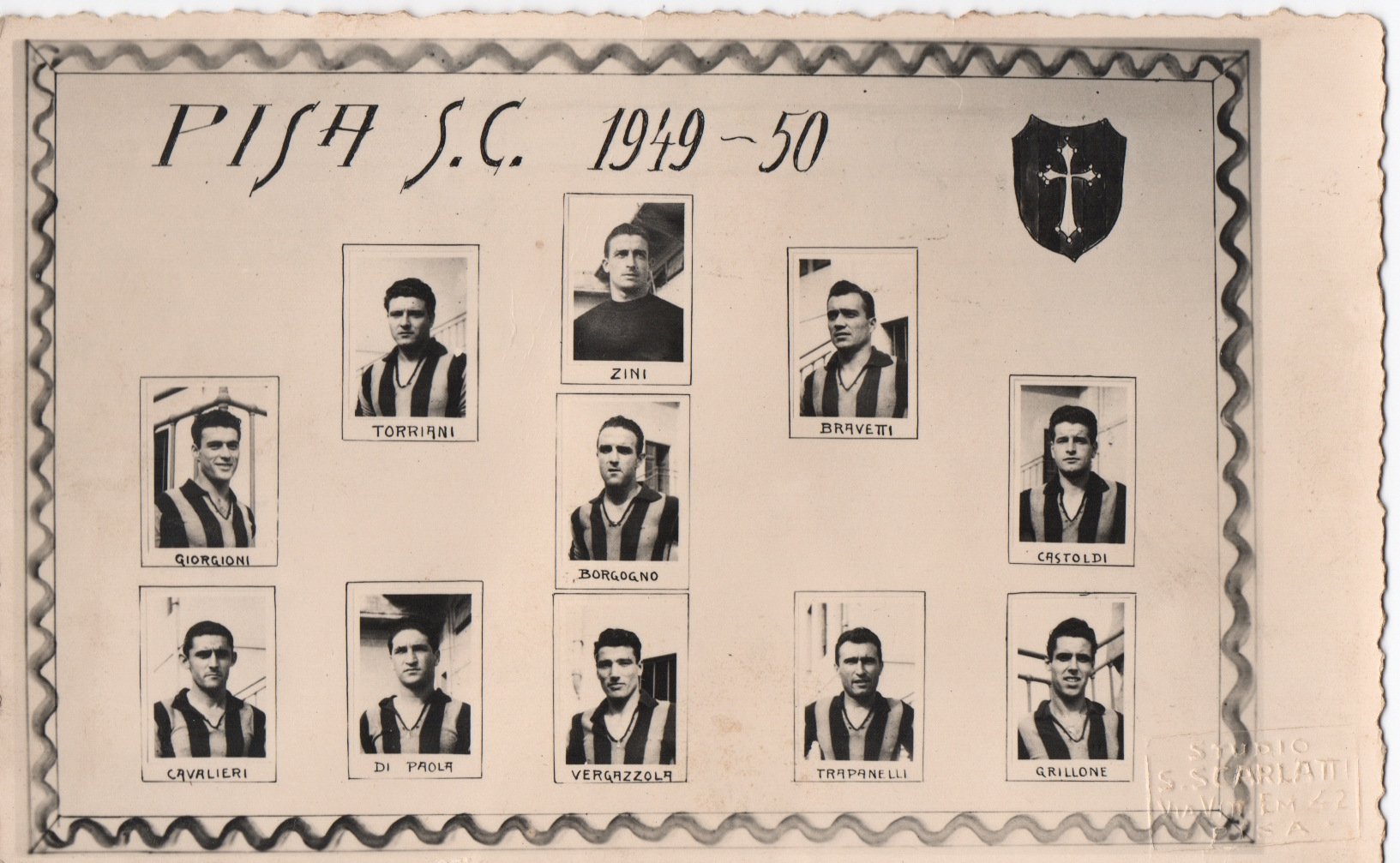
Plantel de la temporada 1949-50.

El club italiano tuvo su "época dorada" durante los años 1980, donde jugaría de forma intermitente en la máxima categoría italiana en 6 ocasiones entre la temporada 1982/83 y la temporada 1990/91, siendo esta la última ocasión en la que el club podría codearse con los colosos italianos, ya que desde entonces nunca más pudo ascender a la Serie A hasta la temporada 2025/26. 
Durante los años ochenta defendieron la camiseta del Pisa destacados futbolistas como el brasileño Dunga (que llegó a ser campeón del mundo con su selección en 1994), el holandés Wim Kieft o, en la temporada 1990/91, un joven y por entonces desconocido Diego Pablo Simeone que debutó en el fútbol europeo justo con la camiseta del Pisa.
En materia de rivalidades, se le reconoce un duelo con el Livorno, debido a la ubicación de los municipios de Pisa y Livorno en Toscana. Existen otras rivalidades regionales con Fiorentina, Lucchese, Siena y Massese. Fuera de Toscana, hay rivalidades con Spezia, Lazio, Napoli y Hellas Verona.
El 12 de mayo de 2025 se confirma su regreso a Serie A 34 años después.

## Estadio

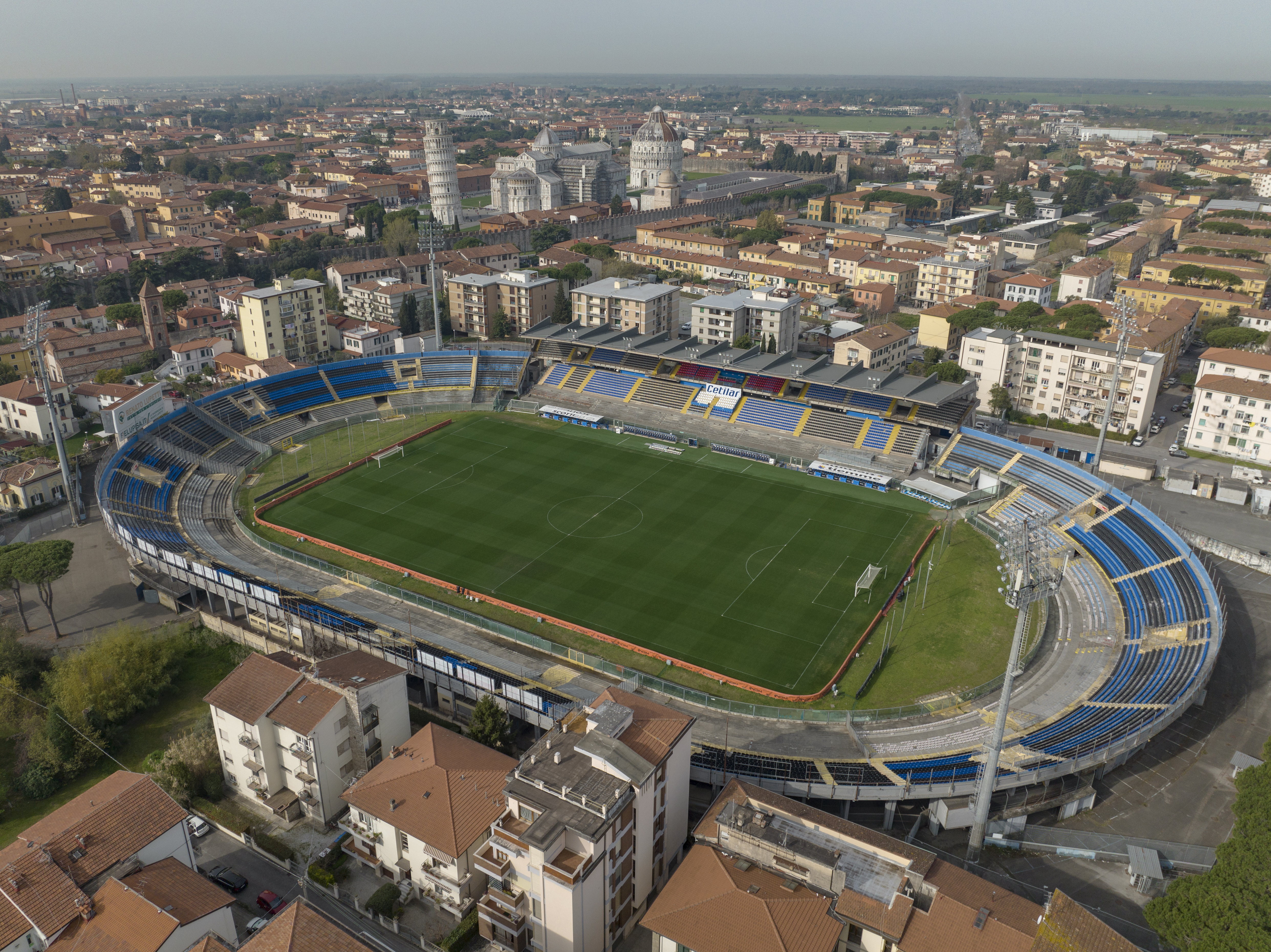
Arena Garibaldi – Stadio Romeo Anconetani.

El Pisa juega de local en el Stadio Arena Garibaldi-Romeo Anconetani, con capacidad para 8.600 espectadores.

## Palmarés

### Torneos nacionales
- Serie B (2): 1984-85, 1986-87.
- Coppa Italia Serie C (1): 1999-00.

### Torneos amistosos
- Copa Mitropa (2): 1986, 1987.